# Ханарик
Ханари́к (каз. Ханарық) — село у складі Толебійського району Туркестанської області Казахстану. Входить до складу Тасарицького сільського округу.
До 1993 року село називалось Кизилблек.
Населення — 1662 особи (2021; 1160 у 2009, 1007 у 1999, 752 у 1989).